# Perusia flava
Perusia flava är en fjärilsart som beskrevs av Butler 1882. Perusia flava ingår i släktet Perusia och familjen mätare. Inga underarter finns listade i Catalogue of Life.